# John Methuen
John Methuen (ur. w 1650 w Bradford, zm. w 1706) – angielski dyplomata.
Methuen był angielskim posłem w Lizbonie w latach 1691–1697, następnie lordem-kanclerzem Irlandii w latach 1697–1703.
Od roku 1702 ponownie poseł w Portugalii, w której pozostał do 1706. Pod koniec 1703 roku podpisał tzw. traktat Methuena z tym państwem, który otworzył rynek portugalski na produkty manufaktur angielskich, a angielski na ciężkie wina: Maderę i Porto. Rok 1703 zapoczątkował trwający do dziś sojusz brytyjsko-portugalski.
Jego synem był Paul Methuen, który dwukrotnie (1697 i 1706) zastępował ojca na stanowiska posła w Portugalii. Obaj pochowani są w Opactwie Westminsterskim.